# Tabebuia ovatifolia
Tabebuia ovatifolia là một loài thực vật có hoa trong họ Chùm ớt. Loài này được Vattimo miêu tả khoa học đầu tiên năm 1986.